# Theo Verschueren
Théofiel Verschueren –conhecido como Theo Verschueren– (Sint Jansteen, Países Baixos, 27 de janeiro de 1943) é um desportista belga que competiu em ciclismo na modalidade de pista, especialista na prova de médio fundo.
Ganhou cinco medalhas no Campeonato Mundial de Ciclismo em Pista entre os anos 1969 e 1974.

## Medalheiro internacional
| Campeonato Mundial | Campeonato Mundial       | Campeonato Mundial | Campeonato Mundial |
| Ano                | Lugar                    | Medalha            | Competição         |
| ------------------ | ------------------------ | ------------------ | ------------------ |
| 1969               | Antuérpia ( Bélgica)     | Medalha de prata   | Medeio fundo (P)   |
| 1970               | Leicester ( Reino Unido) | Medalha de prata   | Medeio fundo (P)   |
| 1971               | Varese ( Itália)         | Medalha de ouro    | Médio fundo (P)    |
| 1972               | Marselha ( França)       | Medalha de ouro    | Médio fundo (P)    |
| 1974               | Montreal ( Canadá)       | Medalha de prata   | Medeio fundo (P)   |

## Palmarés
- 1965
  - Campeão da Bélgica de Madison (com Robert Lelangue)
  - Campeão da Bélgica de derny
- 1968
  - ̈Campeão da Europa de Derny
  - 1º nos Seis dias de Antuérpia (com Emile Severeyns e Sigi Renz)
- 1969
  - Campeão da Bélgica de derny
  - Campeão da Bélgica de médio fundo
- 1970
  - Campeão da Bélgica de derny
  - Campeão da Bélgica de médio fundo
- 1971
  - Campeão do mundo de médio fundo
  - Campeão da Europa de Derny
  - Campeão da Bélgica de derny
  - Campeão da Bélgica de médio fundo
- 1972
  - Campeão do mundo de médio fundo
  - Campeão da Europa de Derny
  - 1º nos Seis dias de Antuérpia (com René Pijnen e Leo Duyndam)
- 1973
  - Campeão da Europa de Derny
  - Campeão da Bélgica de derny
  - Campeão da Bélgica de médio fundo
- 1974
  - Campeão da Europa de Derny